# I love OW
I love OW is een lettermonument in Paramaribo, Suriname, dat zich richt op duurzaamheid. Het monument werd op 20 december 2024 onthuld aan de Jagernath Lachmonstraat.
Het monument staat voor het hoofdkantoor van het ministerie van Openbare Werken (OW) en is gemaakt van hergebruikt materiaal, wat volgens OW verwijst naar de rol van het ministerie maar ook naar Suriname als land. Vuilophaal is in Suriname de taak van het Directoraat Openbaar Groen en Afvalbeheer, een onderdeel van het ministerie.
Van recycling is in Suriname in de jaren 2020 nog weinig sprake. Het overgrote deel wordt gestort op de open vuilstortplaats Ornamibo, inclusief schadelijke stoffen als asbest.
Er was ophef in de politiek rond de onthulling, maar ook op het gebruik van een symbool uit de toerismesector voor een ministerie.